# جام جهانی بسکتبال زنان
جام جهانی بسکتبال زنان (به انگلیسی: FIBA Women's Basketball World Cup) مسابقاتی بین‌المللی است که با شرکت تیم‌های ملی بسکتبال زنان برتر دنیا با نظارت فدراسیون بین‌المللی بسکتبال در یک کشور برگزار می‌شود. این مسابقات از سال ۱۹۵۳ برگزار می‌شود و از سال ۱۹۶۷ به صورت منظم و هر چهار سال یکبار برگزار شده‌است.
این مسابقات هم‌اکنون با شرکت ۱۶ تیم منتخب از ۵ کنفدراسیون قاره‌ای انجام می‌شود و بعد از مسابقات بسکتبال المپیک، دومین رویداد مهم مسابقات بین‌المللی ورزش بسکتبال زنان است.
تیم ملی آمریکا با ۱۰ عنوان قهرمانی پرافتخارترین تیم مسابقات است.

## تاریخچه
نخستین دوره این مسابقات در سال ۱۹۵۳ در شیلی با شرکت ۱۰ کشور برگزار شد و با قرار گرفتن آمریکا، شیلی و فرانسه بر سه سکوی اول به پایان رسید.

## نتیجه
| طلا  | نتیجه              | نقره                  | برنز   | نتیجه                 | چهارم                 |        |                       |    |
| ۱۹۵۳ | شیلی               | · ایالات متحده آمریکا | ۴۹–۳۶  | · شیلی                | · فرانسه              | ۴۹–۳۷  | · برزیل               | ۱۰ |
| ۱۹۵۷ | برزیل              | · ایالات متحده آمریکا | ۵۱–۴۸  | · اتحاد جماهیر شوروی  | · چکسلواکی            | ۸۳–۷۰  | · برزیل               | ۱۲ |
| ۱۹۵۹ | اتحاد جماهیر شوروی | · اتحاد جماهیر شوروی  | ۵۱–۳۸  | · بلغارستان           | · چکسلواکی            | ۷۹–۴۳  | · یوگسلاوی            | ۸  |
| ۱۹۶۴ | پرو                | · اتحاد جماهیر شوروی  | ۷۰–۳۵  | · چکسلواکی            | · بلغارستان           | ۴۶–۴۲  | · ایالات متحده آمریکا | ۱۳ |
| ۱۹۶۷ | چکسلواکی           | · اتحاد جماهیر شوروی  | ۸۳–۵۰  | · کرهٔ جنوبی           | · چکسلواکی            | ۶۰–۵۴  | · آلمان شرقی          | ۱۱ |
| ۱۹۷۱ | برزیل              | · اتحاد جماهیر شوروی  | ۸۸–۶۹  | · چکسلواکی            | · برزیل               | ۷۰–۶۳  | · کرهٔ جنوبی           | ۱۳ |
| ۱۹۷۵ | کلمبیا             | · اتحاد جماهیر شوروی  | ۱۰۶–۷۵ | · ژاپن                | · چکسلواکی            | ۵۵–۴۵  | · ایتالیا             | ۱۳ |
| ۱۹۷۹ | کره جنوبی          | · ایالات متحده آمریکا | ۹۴–۸۲  | · کرهٔ جنوبی           | · کانادا              | ۶۶–۵۷  | · استرالیا            | ۱۲ |
| ۱۹۸۳ | برزیل              | · اتحاد جماهیر شوروی  | ۸۴–۸۲  | · ایالات متحده آمریکا | · چین                 | ۷۱–۶۳  | · کرهٔ جنوبی           | ۱۴ |
| ۱۹۸۶ | اتحاد جماهیر شوروی | · ایالات متحده آمریکا | ۱۰۸–۸۸ | · اتحاد جماهیر شوروی  | · کانادا              | ۶۴–۵۹  | · چکسلواکی            | ۱۲ |
| ۱۹۹۰ | مالزی              | · ایالات متحده آمریکا | ۸۸–۷۸  | · یوگسلاوی            | · کوبا                | ۸۳–۶۱  | · چکسلواکی            | ۱۶ |
| ۱۹۹۴ | استرالیا           | · برزیل               | ۹۶–۸۷  | · چین                 | · ایالات متحده آمریکا | ۱۰۰–۹۵ | · استرالیا            | ۱۶ |
| ۱۹۹۸ | آلمان              | · ایالات متحده آمریکا | ۷۱–۶۵  | · روسیه               | · استرالیا            | ۷۲–۶۷  | · برزیل               | ۱۶ |
| ۲۰۰۲ | چین                | · ایالات متحده آمریکا | ۷۹–۷۴  | · روسیه               | · استرالیا            | ۹۱–۶۳  | · کرهٔ جنوبی           | ۱۶ |
| ۲۰۰۶ | برزیل              | · استرالیا            | ۹۱–۷۴  | · روسیه               | · ایالات متحده آمریکا | ۹۹–۵۹  | · برزیل               | ۱۶ |
| ۲۰۱۰ | جمهوری چک          | · ایالات متحده آمریکا | ۸۹–۶۹  | · چک                  | · اسپانیا             | ۷۷–۶۸  | · بلاروس              | ۱۶ |
| ۲۰۱۴ | ترکیه              | · ایالات متحده آمریکا | ۷۷–۶۴  | · اسپانیا             | · استرالیا            | ۷۴–۴۴  | · ترکیه               | ۱۶ |
| ۲۰۱۸ | اسپانیا            | · ایالات متحده آمریکا | ۷۳–۵۶  | · استرالیا            | · اسپانیا             | ۶۷–۶۰  | · بلژیک               | ۱۶ |
| ۲۰۲۲ | روسیه              |                       |        |                       |                       |        |                       |    |